# Windows Phone 8X by HTC
Windows Phone 8X by HTC（简称：HTC 8X，开发代号：Accord）是HTC於2012年9月19日與微軟共同發表的一款智慧型手機，使用Windows Phone 8作業系統，同時搭載Beats Audio音效技術和NFC功能。

## 網路支援

### 中国大陆
HTC 8X 在中国大陆共发售了三个版本，分别支援中国移动、中国电信和中国联通。
中国移动的8X代号为C620t，使用TD-SCDMA的3G网络；中国联通的8X代号为C620e，使用更为常见的WCDMA网络，这两个版本的手机都采用高通骁龙MSM8260A双核处理器。中国电信的8X代号为C620d，使用CDMA2000的3G网络，处理器为高通骁龙MSM8660A双核处理器。
在大陆发售的HTC 8X都不支援4G LTE網路。 

### 台灣地區
台灣地區上市的HTC 8X採用高通驍龍MSM8260A雙核心處理器，不支援4G LTE網路。

### 歐美地區
美國上市的HTC 8X分別支援T-Mobile、Verizon和AT&T。其中只有Verizon和AT&T採用高通驍龍MSM8960A雙核心處理器，支援4G LTE網路。而T-Mobile的版本採用MSM8260A雙核心處理器，不支援4G LTE網路。
歐洲上市的HTC 8X主要為英國沃达丰版本。

## 獲獎和爭議

### 獲獎
在2013年紅點設計大獎的評比中，HTC的兩款Windows Phone 8裝置-HTC 8X和HTC 8S雙雙入榜，獲得了該年度的紅點設計大獎。

### 争议

#### 外观
在HTC 8X發布之後，諾基亞宣稱其是赤裸裸的抄襲Lumia 820，甚至傳言會將其告上法庭。

#### 系统
2014年4月，微軟發布Windows Phone 8.1開發者預覽版，但是中國大陸電信版的HTC 8X和8S手机在更新後出現無法開機的情況，HTC官方緊急提醒不要執行此更新。同年5月，微軟發布了新的預覽版本，修正了電信版8X/8S的更新問題，但升级預覽版後會導致電信版8X/8S在3G網路下的訊息通知功能失效。
2014年8月，微軟發布Windows Phone 8.1 開發者預覽版 GDR1，所有型號的HTC 8X和8S皆無法收到此次更新，使大陸地區用户無法體驗新發表的Cortana以及其他新鲜功能。HTC官方後來發表聲明，8X將在做好相容性測試後發布更新，而8S由於硬體問題而無法安裝此更新。9月底，微软推送了新的预览版本，支持HTC 8x/8s升级。
正式版本推送方面，htc一直以“隔代更新”方式進行：2013年12月跳過 WP8 GDR2 直接推送 WP8 GDR3 ；2014年12月跳过 WP8.1 直接推送 WP8.1 GDR1。

## 外部連結
- HTC中国官方网站 （页面存档备份，存于）
- HTC 8X 产品介绍（台湾）